# Ljubljana

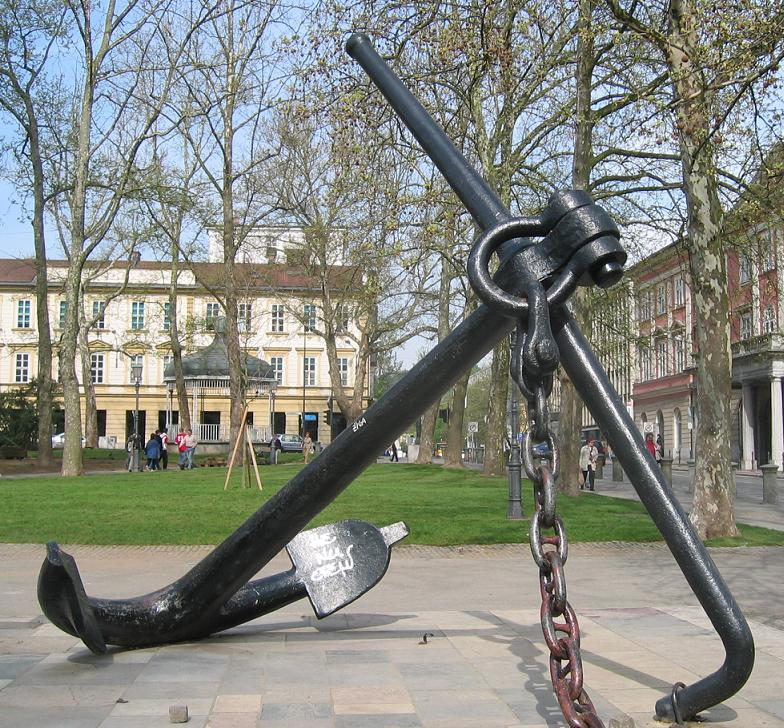
Het anker op het Kongresni Trg

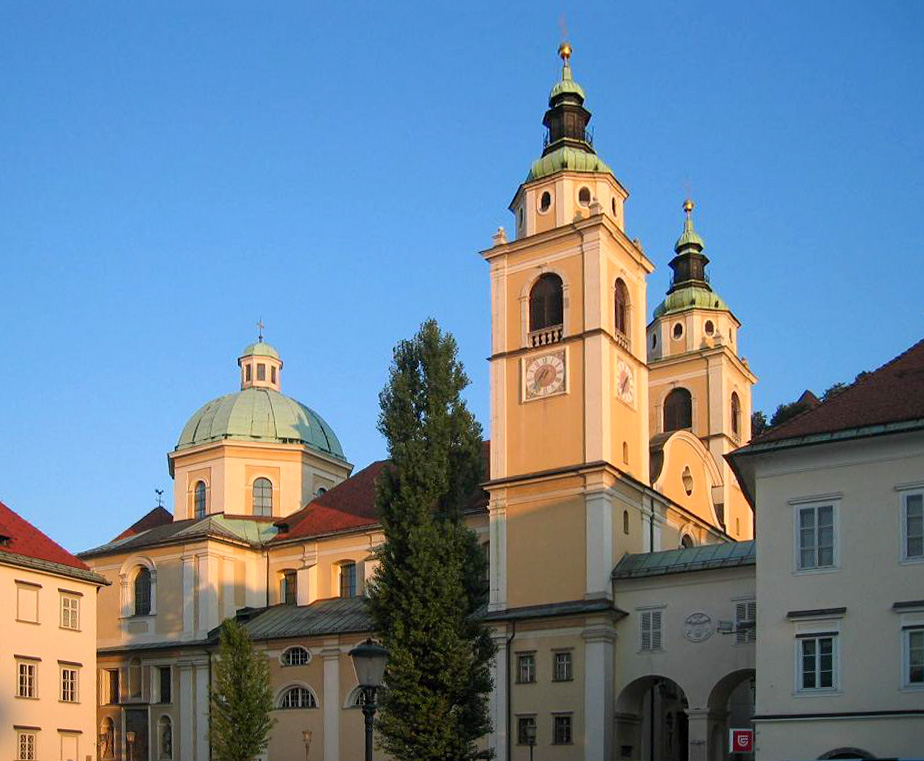
Sint-Nicolaaskathedraal

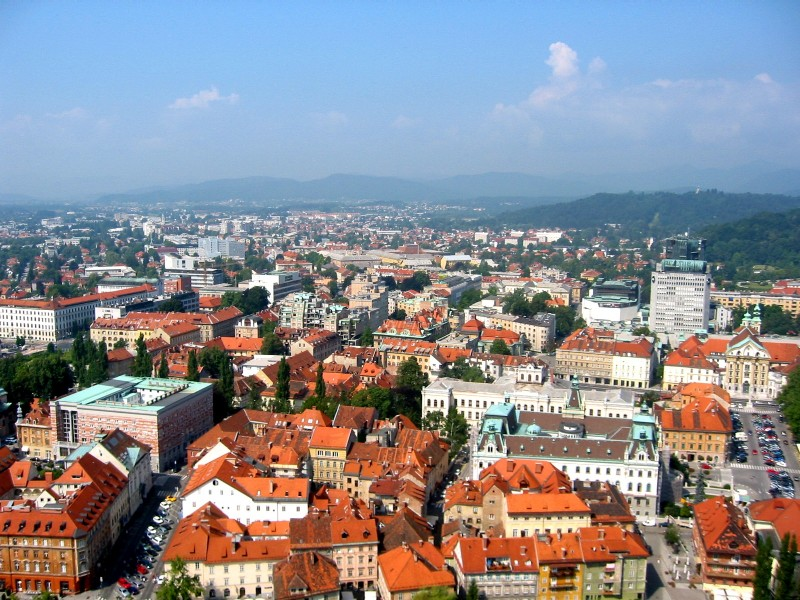
Uitzicht vanaf het kasteel

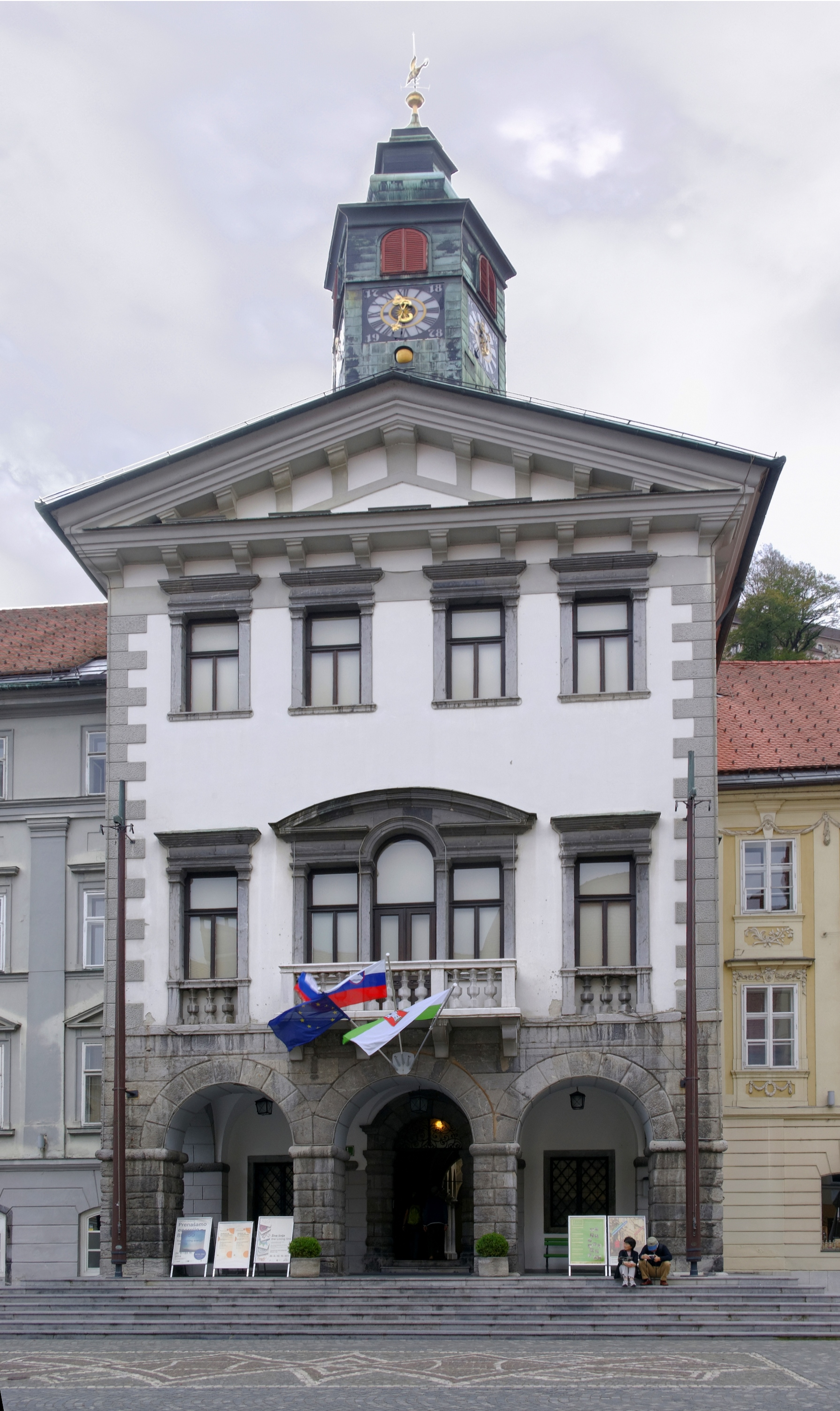
Rotovž (Stadhuis)

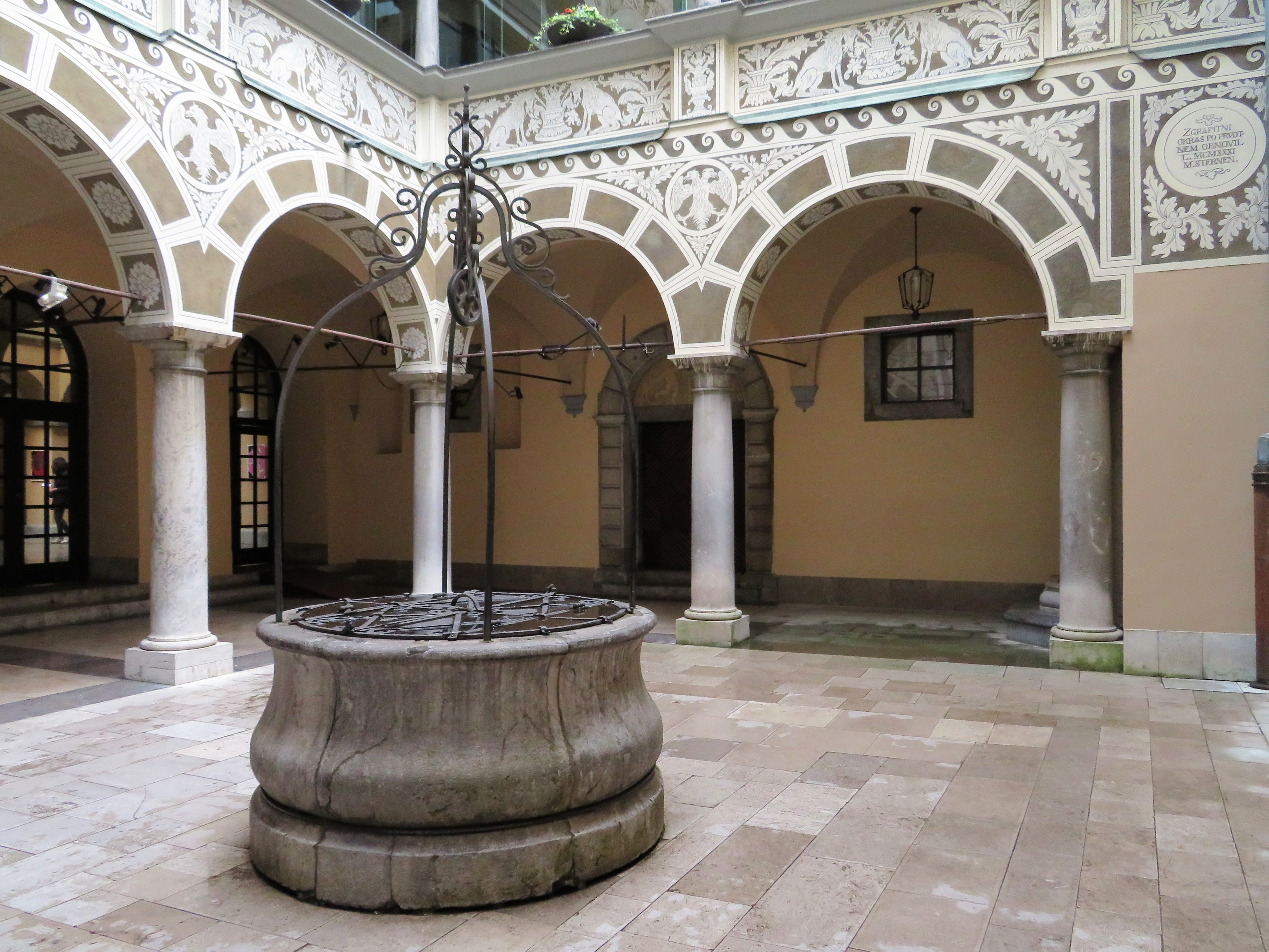
Binnenplaats van het Stadhuis

Ljubljana (Duits: Laibach; Italiaans: Lubiana; Latijn: Labacum) is de hoofdstad en grootste stad van Slovenië. Het stedelijke gebied heeft 284.293 inwoners (1 januari 2022) en is gelegen aan de rivier de Ljubljanica.
De oude stad kent gebouwen en bouwwerken met een lange geschiedenis. Gebouwen dateren uit het tijdperk van de renaissance en het classicisme, maar ook gebouwen uit de 20e en 21e eeuw zijn nadrukkelijk aanwezig. De bekendste bouwwerken zijn de drie bruggen en het kasteel "Ljubljanski Grad". In de stadsdelen om het stadscentrum heen staan veelal gebouwen uit de communistische tijd. Veel gebouwen in de stad zijn ontworpen door de Sloveense architect Jože Plečnik die nadrukkelijk zijn stempel op de stad heeft gedrukt. Gebouwen als de universiteitsbibliotheek, verschillende kerken, en het stadion van Ljubljana zijn door hem ontworpen, evenals de markt, de drie bruggen en een begraafplaats. Deze werken zijn sinds 2021 opgenomen op de UNESCO Werelderfgoedlijst. Ljubljana is een UNESCO literatuurstad.
Ljubljana heeft een eigen luchthaven: Ljubljana Luchthaven Brnik. De busmaatschappij LPP exploiteert verbindingen tussen het stadscentrum en de stadsdelen en dorpen om Ljubljana heen. De stad wordt ook aangedaan door internationale spoorlijnen vanuit München en Venetië.

## Geschiedenis
In de tijd van de Romeinse hegemonie, van de eerste eeuw voor Christus tot de vijfde eeuw na Christus, werd de nederzetting op de plek van het huidige Ljubljana 'Emona' genoemd.
Vervolgens werd Emona diverse malen binnengevallen door barbaren en werd in 452 na Christus uiteindelijk verwoest door de Hunnen onder leiding van Attila. De Slaven begonnen zich te vestigen in dit gebied in de 6e eeuw na Christus. Van deze Slavische kolonisatie is weinig bekend, maar oude Slavische graven die gevonden zijn in verschillende delen van Ljubljana bevestigen de geleidelijke ontwikkeling van nederzettingen. De eerste feodale overheersing vond plaats rond het jaar 1 en Ljubljana werd hiervan het centrum.
De stad wordt voor het eerst vermeld in geschriften uit het begin van de twaalfde eeuw. De opgang van de stad begon in de 13e eeuw, toen ze de hoofdstad van het hertogdom Krain (Krajnska) werd. In 1335 kwam dat onder Habsburgs gezag en dat zou zo blijven tot 1919.
Ljubljana zou onder de naam Laibach zes eeuwen lang onderdeel van de Oostenrijks-Habsburgse cultuursfeer zijn. Vanaf het einde van de middeleeuwen kreeg de stad een rol in de culturele herleving van de Sloveense natie. Vooral het protestantisme, de meest invloedrijke sociale beweging in de 16e eeuw, was daarbij van groot belang. Primož Trubar, die de Slovenen in 1550 het eerste gedrukte boek gaf, was werkzaam in de stad. De contrareformatie maakte daaraan een einde en bracht de stad meer dan voorheen al het geval was in de Duitstalig-Oostenrijkse cultuursfeer. Maar ook Italiaanse invloeden bepaalden de lange periode van contrareformatie. Pas in de eerste helft van de 19de eeuw zouden romantisch-literaire publicisten als France Prešeren en Ivan Cankar de strijd om de culturele vrijheid en de nationale ontwikkeling in Ljubljana voortzetten.
In 1693 werd een wetenschappelijke academie, de Academia operosorum Labacensis, opgericht. Ze werd gevormd naar de Italiaanse wetenschappelijke academies, en gaf een stimulans om het gebouw te gebruiken als de eerste openbare bibliotheek. De Academia operosorum, die geassocieerd werd met theologen, advocaten, natuurkundigen en filosofen, werd samengevoegd met de Academia incoltorum (voor kleinkunst) en de Academia philharmonicum in 1701. Met de oprichting van deze academies werd Ljubljana een belangrijk cultureel en wetenschappelijk centrum met banden met Italië en Oostenrijk. De Academia philharmonicum gaf onderdak aan Italiaanse muziek en een klein orkest werd opgericht - een van de eerste buiten Italië. De ereleden van het filharmonisch genootschap die tegen het einde van de 18e eeuw tegen de tradities van dit orkest ingingen, waren Haydn, Beethoven, Paganini, Brahms en later werd het orkest ook nog geleid door Mahler.
De stad had een belangrijke rol ten tijde van Napoleon toen het, tussen 1809 en 1813, de hoofdstad was van de bij het Franse Keizerrijk ingelijfde Illyrische provincies, die zich over Dalmatië uitstrekten tot Dubrovnik.
Na de val van Napoleon werd de oude situatie hersteld. Pas de bouw van de Wenen-Triëst-spoorweg (1849-1857|57), die Laibach-Ljubljana met de wereld verbond, bracht, na eeuwenlange stagnatie, de ontwikkeling van de stad in een stroomversnelling waarin Laibach steeds meer Ljubljana zou gaan worden, zeker toen de Duitstalige burgerij in de jaren 1860 eerst haar meerderheid onder de inwoners en wat later ook haar meerderheidspositie in de gemeenteraad verloor. De Duitse taal, toentertijd nog de internationale handelstaal van geheel Midden-Europa, zou in het middelbaar en hoger onderwijs tot het einde van de Habsburgse tijd een dominante positie blijven behouden.
Ljubljana heeft twee keer een aardbeving meegemaakt: de eerste in 1511 en de tweede in 1895, toen de stad zwaar beschadigd werd. Reconstructie gaf de stad toen een eigentijds imago, en art-nouveau-meesterwerken vulden de oudere barokke architectuur aan. De Eerste Wereldoorlog was de aanleiding voor de breuk met de Habsburg-dynastie. Oostenrijk-Hongarije viel uit elkaar en Slovenië, en daarmee Ljubljana, sloot zich aan bij de nieuwe staat, het Koninkrijk der Serven, Kroaten en Slovenen.
Na de Duits-Italiaanse bezetting van dit deel van Joegoslavië, tijdens de Tweede Wereldoorlog in 1941, werd Slovenië verdeeld en geannexeerd. Het westen en zuiden van het land kwamen, gezamenlijk met de tot Lubiana herdoopte stad, onder Italiaans bewind.
Na de Tweede Wereldoorlog werd Ljubljana opnieuw de hoofdstad van Slovenië, nu als een van de zes republieken van de Socialistische Federatieve Republiek Joegoslavië.
Op een nationaal referendum, dat gehouden werd op 23 december 1990, stemden de inwoners van Slovenië voor onafhankelijkheid en soevereiniteit en op 25 juni 1991 verklaarde de republiek Slovenië zijn onafhankelijkheid. Hiermee werd Ljubljana de hoofdstad van een nieuwe staat, het hart van het politieke, economische, culturele en wetenschappelijke leven van de Sloveense natie. De volgende significante mijlpaal voor Ljubljana was de toetreding van Slovenië tot de Europese Unie op 1 maart 2004.

## Klimaat
| Maand                   | jan | feb | mrt | apr | mei | jun | jul | aug | sep | okt | nov | dec | Jaar  |
| ----------------------- | --- | --- | --- | --- | --- | --- | --- | --- | --- | --- | --- | --- | ----- |
| Gemiddeld maximum (°C)  | 3   | 4   | 10  | 15  | 20  | 24  | 26  | 26  | 20  | 15  | 9   | 4   | 14,67 |
| Gemiddeld minimum (°C)  | −3  | −3  | 1   | 5   | 7   | 10  | 12  | 13  | 9   | 6   | 3   | −2  | 4,83  |
|                         |     |     |     |     |     |     |     |     |     |     |     |     |       |
| Neerslag (mm)           | 46  | 62  | 50  | 38  | 64  | 61  | 52  | 42  | 58  | 45  | 57  | 40  | 615   |
| Bron: Weer in Ljubljana |     |     |     |     |     |     |     |     |     |     |     |     |       |

## Bezienswaardigheden
Ljubljana heeft een bijzondere binnenstad met veel bezienswaardigheden. Zo zijn er in Ljubljana veel gebouwen (vaak een mix van barok en jugendstil) die ontworpen zijn door grote architecten, zoals Jože Plečnik. Met name in het hart van de stad - langs de Ljubljanica-rivier en rond de Tromostovje (drie bruggen) en het marktplein - zijn veel bouwwerken van historische en culturele waarde te vinden. De kasteelheuvel met daarop Ljubljanski Grad domineert het stadsbeeld. Het beklimmen van de heuvel, te voet of per raillift, en het bezichtigen van het kasteel, is een populaire toeristische attractie.
- Prešerenplein
- Stolnica (Sint-Nicolaaskathedraal)
  - Škofijski Dvorec (Bisschoppelijk Paleis)
  - Semenišče (Seminarie)
  - Vodnikov Trg (Vodnik Plein)
- Ljubljanski Grad (kasteel)
- Rotovž (stadhuis)
- Pleinen
  - Mestni Trg (Stadsplein)
  - Stari Trg (Oude Plein)
  - Gornji Trg (Hoge Plein)
  - Levstikov Trg (Levstik Plein)
  - Trg Francoske Revolucije (Plein van de Franse Revolutie)
  - Kongresni Trg (Congresplein). Dit plein heeft ook andere namen zoals:
    - Park Zvezda (Sterren Park)
    - Trg Revolucije (Plein van de Revolutie)
    - Sidro (‘Anker’)
    - Trg Osvoboditve (Plein van de Onafhankelijkheid, de officiële naam van 1945 tot 1990)

  - Trg Republike (Plein van de Republiek)
- Rimski Zid (Romeinse muur en monumenten uit de oudheid)
- Narodni Muzej (Nationaal Museum)
- Moderna Galerija (Museum der Moderne Kunsten)
- Narodna Galerija (Nationale Galerie)
- Opera
- Nebotičnik (‘Wolkenkrabber’)
- Slovenska Akademija Znanosti in Umetnosti (Sloveense Academie voor Kunst en Wetenschappen)
- Narodna in Univerzitetna Knižnica (Nationale en Universitaire bibliotheek)
- Uršulinska Cerkev (Ursulinenkerk van de Heilige Drie-eenheid)

## Plaatsen in de gemeente
Besnica, Brezje pri Lipoglavu, Dolgo Brdo, Dvor, Češnjica, Črna vas, Gabrje pri Jančah, Janče, Javor, Lipe, Ljubljana, Mali Lipoglav, Mali Vrh pri Prežganju, Malo Trebeljevo, Medno, Medvode, Pance, Podgrad, Podlipoglav, Podmolnik, Prežganje, Ravno Brdo, Rašica, Repče, Sadinja vas, Selo pri Pancah, Spodnje Gameljne, Srednje Gameljne, Stanežiče, Šentpavel, Toško Čelo, Tuji Grm, Veliki Lipoglav, Veliko Trebeljevo, Vnajnarje, Volavlje, Vrhovci, Zagradišče, Zgornja Besnica, Zgornje Gameljne, Zgornje Pirniče

## Demografie
Onderstaande figuur toont het verloop van het inwonertal.
Vanwege een beveiligingsprobleem met de MediaWiki Graph-software is het momenteel niet mogelijk deze grafiek weer te geven. Zodra de software is bijgewerkt zal de grafiek vanzelf weer zichtbaar worden.

## Partnersteden
- Pesaro (16-3-1964)
- Parma (11-4-1964)
- Chemnitz (17-10-1966)
- Bratislava (4-3-1967)
- Sousse (27-7-1969)
- Wiesbaden (30-3-1977)
- Tbilisi (7-10-1977)
- Leverkusen (30-8-1979)
- Rijeka (23-10-1979)
- Chengdu (25-10-1981)
- Wenen (14-7-1999)
- Athene (1-3-2000)
- Mardin (8-4-2003)
- Moskou (20-5-2000)
- Zagreb (21-2-2001)
- Sarajevo (24-1-2002)
- Brussel (2004)
- Skopje (2007)[2]

## Sport
Olimpija Ljubljana is de meest succesvolle voetbalclub van Ljubljana. Olimpija Ljubljana is meervoudig kampioen en bekerwinnaar van Slovenië. De club speelt evenals regelmatig het Sloveens voetbalelftal haar wedstrijden in het Stožicestadion. Interblock Ljubljana won twee keer de Sloveense voetbalbeker. KK Olimpija Ljubljana is de meest succesvolle basketbalclub van het land.
Ljubljana was in 1966 gastheer van het WK ijshockey.
In 2004 was Ljubljana een van de vier speelsteden tijdens het EK handbal (mannen).

## Bekende inwoners van Ljubljana

### Geboren
- Anastasius Grün (1808-1876), pseudoniem van Anton Graf von Auerperg, die als literair en democratisch propagandist Oostenrijk moest verlaten en in 1848 deelnam aan in het Frankfurter Parlement
- Carlos María de los Dolores de Borbón (1848-1909), Carlistisch pretendent
- Fritz Pregl (1869-1930), Oostenrijks chemicus en Nobelprijswinnaar (1923)
- Matija Jama (1872-1947), schilder
- Jože Plečnik (1872-1957), als architect een volgeling van Otto Wagner
- Boris Kobe (1905-1981), architect en schilder
- Željko Ivanek (1957), televisie-, film- en toneelacteur
- Marko Elsner (1960-2020), voetballer en voetbalcoach
- Violeta Bulc (1964), politica
- Branko Zupan (1964), voetballer
- Janez Pate (1965), voetballer en voetbalcoach
- Gregor Židan (1965), voetballer
- Aleksander Čeferin (1967), voetbalbestuurder en voormalige advocaat
- Primož Gliha (1967), voetballer en voetbalcoach
- Valter Bonča (1968), wielrenner
- Boris Premužic (1968), wielrenner
- Sašo Udovič (1968), voetballer
- Džoni Novak (1969), voetballer
- Sebastjan Cimirotič (1974), voetballer
- Andrej Hauptman (1975), wielrenner
- Milenko Ačimovič (1977), voetballer
- Andreja Mali (1977), biatlete en langlaufster
- Jasmin Handanovič (1978), voetballer
- Petra Majdič (1979), langlaufster
- Milivoje Novakovič (1979), voetballer
- Teja Gregorin (1980), biatlete en langlaufster
- Matej Jug (1980), voetbalscheidsrechter
- Omar Naber (1981), zanger
- Boštjan Cesar (1982), voetballer
- Luka Elsner (1982), voetballer en voetbalcoach
- Jernej Damjan (1983), schansspringer
- Zlatan Ljubijankič (1983), voetballer
- Samir Handanovič (1984), voetballer
- Andraž Kirm (1984), voetballer
- Jure Šinkovec (1985), schansspringer
- Klemen Bauer (1986), biatleet
- Rok Benkovič (1986), schansspringer
- Jurij Tepeš (1989), schansspringer
- Žan Kranjec (1992), alpineskiër
- Haris Vučkić (1992), voetballer
- Luka Pibernik (1993), wielrenner
- Andraž Šporar (1994), voetballer
- Urša Bogataj (1995), schansspringster
- Štefan Hadalin (1995), alpineskiër
- Anamarija Lampič (1995), langlaufster
- Petar Stojanović (1995), voetballer
- Gregor Zabret (1995), voetballer
- Jon Gorenc Stanković (1996), voetballer
- Milan Tučić (1996), voetballer
- Meta Hrovat (1998), alpineskiester
- Luka Dončić (1999), basketbalspeler

## Gestorven
- Rinaldo Scarlicchio (1582-1640), bisschop van Triëst en Ljubljana, stadhouder van het hertogdom Stiermarken
- William Leslie (1657-1727), Schotse edelman en bisschop van Ljubljana
- Josip Broz Tito (1892-1980), president van Joegoslavië

Borovnica · Brezovica · Dobrepolje · Dobrova-Polhov Gradec · Dol pri Ljubljani · Domžale · Grosuplje · Horjul · Ig · Ivančna Gorica · Kamnik · Komenda · Litija · Ljubljana · Log-Dragomer · Logatec · Lukovica · Medvode · Mengeš · Moravče · Škofljica · Šmartno pri Litiji · Trzin · Velike Lašče · Vodice · Vrhnika